# Iacco
Iacco (in greco antico: Ἴακχος) è un personaggio della mitologia greca, sovente associato ai misteri eleusini.

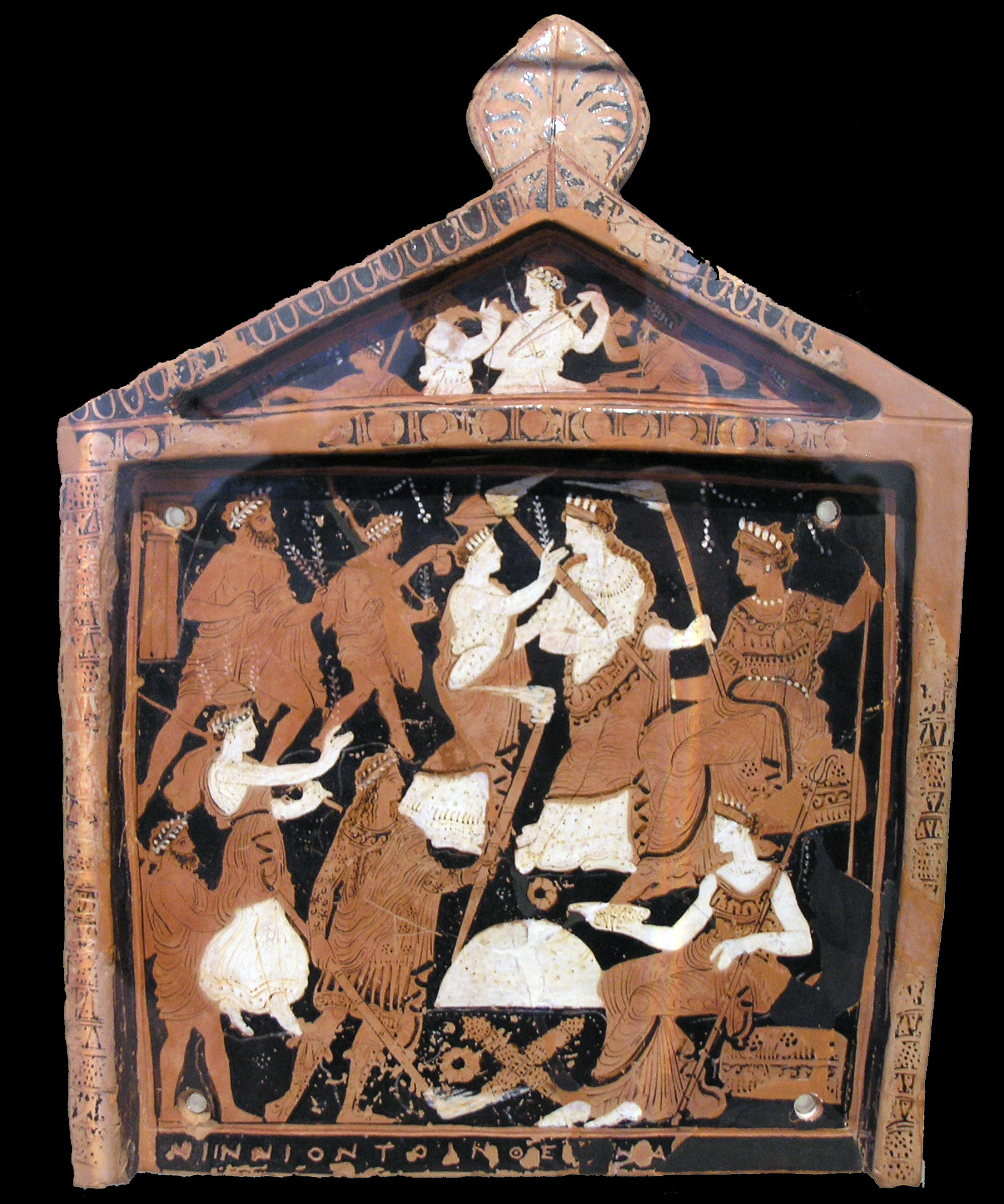
Processione dei misteri eleusini sulla Tavoletta di Niinnion. Iacco è raffigurato con due torce nella scena inferiore.

Secondo certi miti Iacco era uno degli epiteti del dio Dioniso ed era descritto come figlio di Demetra o Persefone e di Zeus. Nei riti eleusini, Iacco veniva descritto come colui che conduceva le processioni verso Eleusi, danzando e portando una torcia. In questa funzione a volte egli veniva considerato l'araldo che annunciava l'avvento del "fanciullo divino" della Dea, nato nell'aldilà; altre volte identificato egli stesso con il fanciullo.
La più celebre menzione di Iacco si ha nella commedia Le rane di Aristofane dove gli iniziati ai culti misterici lo invocano come danzatore riottoso, accompagnato dalle Cariti, che lancia torce e porta luce all'iniziazione notturna. È citato anche da Euripide nelle Baccanti. Secondo Pausania ad Atene esisteva una statua del dio con in mano una torcia, opera di Prassitele.
L'identificazione di Iacco con Dioniso è possibile grazie ad una serie di fonti: in un peana a Dioniso, scoperto a Delfi, il dio viene descritto come nominato Iacco ad Eleusi, dove porta la salvezza. Sofocle nella sua Antigone, nomina invariabilmente il dio dei Misteri Eleusini sia come Bacco che come Iacco. Infine il poeta Nonno di Panopoli nelle Dionisiache descrive le celebrazioni tenute dagli ateniesi per il dio, che viene detto Zagreo, figlio di Persefone, come il primo Dioniso; Bromio, figlio di Semele come secondo Dioniso ed il terzo Dioniso come Iacco.
Altre versioni del mito, tra cui lo stesso Nonno, distinguono tra i due, e indicano Iacco come un figlio di Dioniso avuto dalla ninfa Aura o dalla dea Afrodite Nell'Orfismo è inoltre equiparato a Eubuleo e descritto come dotato di una doppia natura, maschile e femminile, chiamate rispettivamente Iacco e Misa.